# Спасский, Игорь Дмитриевич
И́горь Дми́триевич Спа́сский (2 августа 1926, Богородск — 3 сентября 2024, Санкт-Петербург) — советский и российский учёный, инженер. Генеральный конструктор около 200 советских и российских субмарин. Бывший глава ЦКБ МТ «Рубин», предприниматель. Герой Российской Федерации (2018). Герой Социалистического Труда (1978). Лауреат Ленинской премии и Государственной премии СССР. Академик РАН (до 1992 года — академик АН СССР).
В 1956 году стал заместителем главного инженера ЦКБ МТ «Рубин», в 1968 году — главным инженером, в 1974—2007 годах был начальником ЦКБ «Рубин» (также с 1983 года по 3 сентября 2024 года — генеральным конструктором).

## Биография

### СССР
Родился 2 августа 1926 года в городе Богородск (ныне Ногинск) Московской губернии в семье служащих.
Из Богородска в 1928 году семья Спасских, где росли два сына и дочь, переехала на станцию Кучино, 20 км от Москвы. В начале 1930-х годов отец перевёз семью в Москву. Семья поселилась на Кирпичной улице в районе Измайлово.
Будучи выпускником седьмого класса школы № 445 Сталинского района, подал документы в только что созданную и единственную в Москве Специальную военно-морскую школу Наркомпроса РСФСР. Внизу на его заявлении была сделана приписка: «К просьбе сына присоединяемся. Дмитрий Спасский, Клавдия Спасская, 1/VI-41 г.». Сверху после тщательных проверок, медкомиссии и конкурса оценок появилась резолюция «Зачислен. 20/VI-41г.».
С 1941 по 1943 год учился в Московской военно-морской школе.
С 1943 по 1944 год был курсантом Бакинского военно-морского подготовительного училища.
С 1944 года служил в ВМФ СССР. В 1949 году окончил паросиловой факультет Военно-морского инженерного училища им. Ф. Э. Дзержинского с присвоением звания инженера-лейтенанта, после чего служил на строящемся крейсере «Фрунзе» командиром котельной группы (Черноморский флот).
В 1950 году начал участвовать в разработке подводных лодок, сначала в СКБ-143 (впоследствии было объединено с ЦПБ «Волна» с образованием КБ «Малахит»). С 1953 года работал в ЦКБ-18 (в настоящее время ЦКБ «Рубин»). В 1956 году стал заместителем главного инженера, в 1968 году — главным инженером, а в 1974 году — начальником ЛПМБМ «Рубин», главным конструктором, возглавляющим бюро (с 1983 года глава бюро стал называться генеральным конструктором).
Как генеральный конструктор был ведущим разработчиком всех подлодок бюро «Рубин», в частности:
- Атомных подводных крейсеров стратегического назначения:
  - проекта 667БДР «Кальмар»
  - проекта 941 «Акула»
  - проекта 667БДРМ «Дельфин»
- Атомных подводных ракетных крейсеров
  - проекта 949 «Гранит»
  - проекта 949А «Антей»
- Также других кораблей и подлодок.

В общей сложности по его проектам построено 187 субмарин (91 дизель-электрическая и 96 атомных), которые составляли и составляют ядро советского и российского флотов.
Кроме того, опубликовал несколько научных работ по теории строительства и устройства подводных лодок.
В 1973 году стал кандидатом технических наук, в 1978 году — доктором технических наук, а в 1984 году — профессором и членом-корреспондентом Академии наук СССР по специальности «механика и процессы управления», в 1987 году — действительным членом Академии наук СССР.
Являлся народным депутатом СССР, неоднократно избирался депутатом и членом Исполкома Ленинградского горсовета, работал в комиссии по культуре, член Общественного Совета города.

### Россия

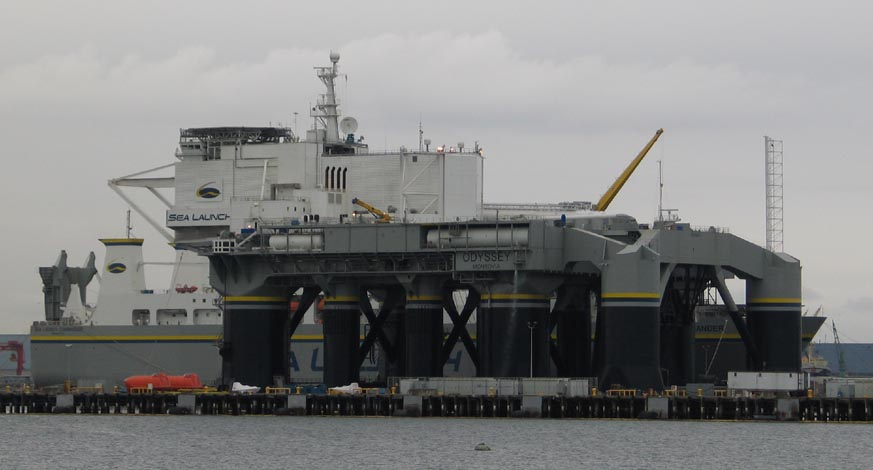
Стартовая платформа «Одиссей» плавучего космодрома «Морской Старт» в порту приписки Лонг-Бич (Калифорния)

С началом перестройки и последующим распадом СССР количество государственных заказов на новые АПЛ резко упало. Тем не менее, Спасский продолжил работу над атомными субмаринами, включая новый проект подводной лодки четвёртого поколения — «Юрий Долгорукий» (заложена в 1996 году). Чтобы удержать бюро «на плаву», Спасский расширил сферу его деятельности. Примером этого расширения может служить разработка и постройка нефтяных платформ (вместе с фирмой Halliburton), которые используются сейчас при добыче нефти вокруг острова Сахалин, в Охотском море и неподалёку от побережья Южной Кореи.
Другим важным проектом «Рубина» был «Морской старт», плавучий космодром, созданный из переделанной нефтяной платформы. Так как космодром расположен в экваториальной части Тихого океана, где имеются оптимальные условия для запуска ракет-носителей (можно максимально эффективно использовать инерцию вращения Земли), запуски с него почти в десять раз дешевле, чем предлагаемые НАСА. Спасский был главным конструктором морской части проекта.
Помимо этого, руководил такими экзотическими проектами, как строительство грузовой подлодки для круглогодичных операций в Северном Ледовитом океане и морская ледостойкая платформа для добычи нефти с океанского шельфа, а также более скромные проекты вроде модернизации городских трамваев. Также он стал генеральным директором консорциума (в него входят ЦКБ «Рубин», Адмиралтейские верфи и несколько других судостроительных предприятий), строящего неядерные субмарины для российских ВМС (например дизель-электрические субмарины проекта 677 «Лада») и на экспорт — для Индии, Польши и некоторых других стран (например, подлодки «Амур» или «Садко» — так называемые «туристические субмарины»).
Губернатор Санкт-Петербурга Анатолий Собчак шутливо называл Спасского «Героем Капиталистического Труда», имея в виду успешность «Рубина» в условиях рыночной экономики.
Часть вырученных средств тратил на благотворительность: реконструкцию Николо-Богоявленского собора в Санкт-Петербурге и церкви Иоанна Предтечи в Старой Ладоге, постройку памятника к 300-летию русского флота, празднование столетия Русского музея и многие другие проекты. За филантропическую деятельность Русская православная церковь наградила его «орденом Святого благоверного князя Даниила Московского».
Многое было сделано ЦКБ для Санкт-Петербурга. Под руководством Спасского создан и успешно функционирует первый в городе международный бизнес-центр «Нептун» с высококлассной гостиницей, происходило воссоздание музея-квартиры А. С. Пушкина и «Литературного кафе», осуществлялась реконструкция исторического здания в центре Санкт-Петербурга, создание на его основе современного международного бизнес-центра «Атриум на Невском 25». Регулярно оказывалась благотворительную помощь учреждениям медицины, культуры, образования, спорта и православной церкви — Психоневрологическому дому ребёнка № 3, Нейрохирургическому институту им. А. Л. Поленова, Педагогической гимназии № 227, детско-юношеской школе Олимпийского резерва и др. Большая организационная и финансовая поддержка была оказана Русскому музею в подготовке и проведении его 100-летнего юбилея. Являясь главой Попечительского Совета Фонда «Памятники Российского Флота», Спасский провел организаторскую работу по созданию и открытию в Санкт-Петербурге к 300-летию Российского Флота памятника «Слава Российскому Флоту».
В 2007 году отошёл от управления «Рубином», оставшись в ЦКБ на должности научного руководителя. Был заместителем председателя Научного совета по волновым процессам РАН, членом Комиссии при президенте России по Государственным премиям в области науки и техники, возглавлял попечительский совет фонда «Памятники Российского флота», являлся научным руководителем пятитомника «История отечественного судостроения».
Автор и соавтор книг: «Пять красок времени», «„Курск“. После 12 августа 2000 г.», «Моряки и создатели флота России», «Истории отечественного судостроения» в 5 томах, научно-исторического справочника «Подводные лодки России».

### АПЛ «Курск»
Являлся главой ЦКБ «Рубин», разработавшего АПЛ Курск, последнюю субмарину класса «Антей», поступившую на вооружение ВМФ России.
12 августа 2000 года во время учений Северного флота подлодка затонула. В результате проведённого в последующем расследования было установлено, что в 11 часов 28 минут 26 секунд по московскому времени произошёл взрыв торпеды 65-76А («Кит») в торпедном аппарате № 4 АПЛ Курск. Таким образом, подлодка получила первоначальное повреждение из-за взрыва собственной торпеды, который привёл к последующему взрыву других торпед. Причиной первого взрыва стала утечка компонентов топлива (пероксид водорода) двигателя торпеды. Бо́льшая часть экипажа погибла сразу же, но некоторые моряки выжили и прожили ещё несколько дней в девятом, кормовом отсеке корабля. Спасательные работы, замедленные бюрократическими проволочками, потерпели неудачу. Лишь 20 августа к спасательным работам было привлечено норвежское спасательное судно «Seaway Eagle». 21 августа, к моменту, когда пришедшие на помощь норвежские водолазы добрались до кормового отсека и вскрыли его, российские подводники были уже мертвы.

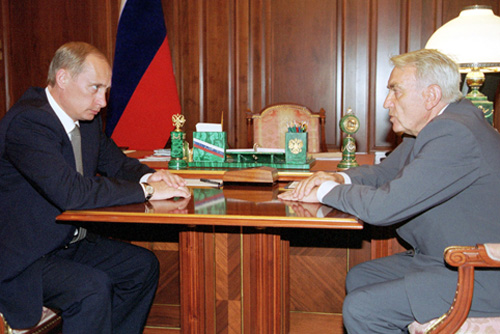
Президент России Владимир Путин беседует с Игорем Спасским. 20 августа 2000 года

Подъём «Курска» стал первой операцией по подъёму затонувшей на глубине атомной подводной лодки.

Когда президент спросил у Игоря Дмитриевича за год до подъёма: «Сможете поднять подлодку?». Спасский реально не мог гарантировать этого, но как настоящий русский мужик ответил: «Смогу». И выполнил своё обещание!
 — рассказывает Виталий Федько.
Во время спасательной операции Игорь Спасский был консультантом, и некоторые журналисты утверждают, что именно он несёт ответственность за неэффективные действия военных спасателей в первые дни после взрыва. Также пресса обвиняла ЦКБ «Рубин» в недостатках конструкции, приведших к гибели экипажа. Некоторые журналисты, например Елена Милашина из «Новой газеты», задавались вопросом, почему большая часть происшествий на российских атомных субмаринах в последние годы произошла именно на подлодках, спроектированных ЦКБ «Рубин». В открытом письме «Новой газете» вице-президент компании Александр Завалишин и генеральный конструктор атомных подлодок Игорь Баранов ответили, что ни один корабль не может выдержать одновременной детонации торпед, каждая из которых предназначена для уничтожения военных кораблей, и «Курск» не был исключением. Они также отметили, что более чем три четверти российских атомных подлодок спроектированы «Рубином», и если взять процентное соотношение, то оно никак не отражает особую аварийность их подлодок. Следователи, разбиравшие катастрофу «Курска», заявили, что автоматическая система заглушения ядерного реактора сработала своевременно и спасла Баренцево море от ядерной катастрофы.
Когда было объявлено о планах поднятия подлодки с грунта, поступило более 500 предложений по их осуществлению. Правительство выбрало план бюро «Рубин». Разрушенная и целая части подлодки были разделены, после чего целая часть была поднята на поверхность и отбуксированы на ремонтную верфь в Росляково (посёлок недалеко от Североморска); Спасский контролировал работы по разрезанию и поднятию лодки, буксированием и докованием занимались другая международная команда.
Указом Президента Российской Федерации («закрытым») от 23 апреля 2018 года Спасскому Игорю Дмитриевичу присвоено звание Героя Российской Федерации с вручением знака особого отличия — медали «Золотая Звезда».

### Смерть и похороны
Умер 3 сентября 2024 года на 99-м году жизни в Санкт-Петербурге.
Прощание с Игорем Спасским состоялось 6 сентября 2024 года и проходило в Центральном конструкторском бюро морской техники (ЦКБ МТ) «Рубин». На церемонию прощания пришли сотрудники «Рубина», представители городской администрации, научных учреждений и военнослужащие. Среди участников траурного мероприятия были также губернатор Санкт-Петербурга Александр Беглов, председатель Законодательного собрания Санкт-Петербурга Александр Бельский, главком ВМФ РФ адмирал Александр Моисеев.
В ходе церемонии была зачитана телеграмма соболезнования от президента России Владимира Путина, который лично знал академика.
После церемонии прощания в ЦКБ МТ «Рубин» состоялось отпевание Игоря Спасского в Николо-Богоявленском Морском соборе, после чего его похоронили на Литераторских мостках Волковского кладбища в Санкт-Петербурге (неподалёку от могилы одного из основоположников российского кораблестроения, академика Алексея Крылова).

### Личная жизнь
Был женат на коренной петербурженке Людмиле Петровне. Есть сын и дочь. Сын 20 лет отслужил в Военно-морском флоте. Дочь всегда тянуло к животным — мечтала, чтобы её работа была связана с ними. Однако в старших классах под влиянием своей учительницы она неожиданно увлеклась физикой и поступила на физфак. После вуза так и не стала работать по специальности, вырастила дочь, а потом неожиданно вернулась к своей детской мечте — стала работать с животными.
Есть внучка, которая училась на психолога.

## Награды и признание
- Герой Российской Федерации (2018).
- Герой Социалистического Труда (23.01.1978).
- Орден «За заслуги перед Отечеством» II степени (2002)
- Орден Почёта (29.12.2010).
- Два ордена Ленина (06.04.1970, 23.01.1978).
- Орден Октябрьской Революции (01.08.1986).
- Два ордена Трудового Красного Знамени (в частности, 28.04.1963).
- Медали.
- Государственная премия Российской Федерации в области науки и технологий 2006 года (05.06.2007)[12].
- Ленинская премия (1965).
- Государственная премия СССР (1983).
- «Человек года» среди деятелей военно-промышленного комплекса России (1996).
- Почётная грамота Правительства Российской Федерации (2001).
- Почётный гражданин Санкт-Петербурга (2002)[13].
- Золотая медаль имени А. П. Александрова (2013) — за основополагающий вклад в развитие атомного флота России.
- В 2004 году имя академика Спасского присвоено малой планете 11268.
- 2 августа 2023 года в Санкт-Петербурге в парке Победы на Аллее Героев открыт бюст И. Д. Спасскому[14][15].